# Ceroplastodes wandoorensis
Ceroplastodes wandoorensis är en insektsart som beskrevs av Yousuf och Shafee 1988. Ceroplastodes wandoorensis ingår i släktet Ceroplastodes och familjen skålsköldlöss. Inga underarter finns listade i Catalogue of Life.